# Troides vandepolli
Troides vandepolli is een vlinder uit de familie van de pages (Papilionidae). De wetenschappelijke naam van de soort is voor het eerst geldig gepubliceerd in 1890 door Pieter Snellen.